# うたのかたち〜UTA NO KA・TA・CHI
『うたのかたち〜UTA NO KA・TA・CHI』（うたのかたち）は、オルケスタ・リブレと柳原陽一郎とおおはた雄一のアルバム。2012年7月4日にGLAMOROUS RECORDSより発売された。

## 解説
オルケスタ・リブレのアルバム『Can't Help Falling In Love〜好きにならずにいられない』と同時発売。「Red Disc」と「Yellow Disc」の2枚組。ゲスト・ボーカルとして柳原陽一郎とおおはた雄一が1枚ずつ参加している。
柳原が参加した「Red Disc」には、ベルトルト・ブレヒトの戯曲「三文オペラ」やバート・バカラックの楽曲を日本語に訳してカバーした楽曲、おおはたが参加した「Yellow Disc」にはジミ・ヘンドリックスやザ・バンドのカバー曲を収録。
アルバム発売後、11月28日に深川江戸資料館 小劇場にて『Orchesta Libre plays 三文オペラ』が開催され、同公演では柳原もボーカルで参加している。後に2013年、2014年、2018年にも上演された。
本作発売に先駆け、Amazon MP3（現Amazon Music）にて配信シングル「うたのかたち〜UTA NO KA・TA・CHI amazon.co.jp Special Edition」が配信された。同作には「Yellow Disc」収録の「いとしのセシリア」、「オー・シャンゼリゼ」のアウトテイク、「Red Disc」収録の「スマイル」の全日本語詞バージョンが収録された。

## 収録曲
| #         | タイトル | 作詞                               | 作曲            | 編曲                  | 時間   |
| --------- | --- | ---------------------------------- | --------------- | --------------------- | ------ |
| 1.        | 「アラバマ・ソング」(Alabama Song) |                                    | Kurt Weil       | 青木タイセイ          | 4:34   |
| 2.        | 「ジゴロのバラード」(Die Ballade von der sexuellen Hörigkeit (Ballad of Sexual Dependency))                                                     | - Kurt Weil - 柳原陽一郎（訳詞）   | Kurt Weil       | 青木タイセイ          | 5:35   |
| 3.        | 「モリタート」(Die Moritat von Mackie Messer (The Ballad of Mack the Knife) (live ver.))                                                        | - Kurt Weil - 柳原陽一郎（訳詞）   | Kurt Weil       | 青木タイセイ 内橋和久 | 6:18   |
| 4.        | 「「人間はどうやって生きてきたのか?」三文オペラ第2のフィナーレ」(Ballade über die Frage Wovon lebt der Mensch (2nd Finale of Threepenny Opera)) | - Kurt Weil - 柳原陽一郎（訳詞）   | Kurt Weil       | 青木タイセイ          | 5:34） |
| 5.        | 「いつもさよならを」(Ev'rytime We Say Goodbye)                                                                                                  | - Cole Porter - 柳原陽一郎（訳詞） | Cole Porter     | 鈴木正人              | 5:24   |
| 6.        | 「アルフィーのテーマ」(Alfie) |                                    | Burt Bacharach  | 青木タイセイ          | 7:07   |
| 7.        | 「スマイル」(Smile) | - 柳原陽一郎（訳詞）               | Charles Chaplin | 青木タイセイ          | 3:32   |
| 合計時間: | 合計時間: | 合計時間:                          | 合計時間:       | 合計時間:             | 38:04  |

| #         | タイトル                                                                             | 作詞                                                     | 作曲                                                                | 編曲         | 時間  |
| --------- | ------------------------------------------------------------------------------------ | -------------------------------------------------------- | ------------------------------------------------------------------- | ------------ | ----- |
| 1.        | 「いとしのセシリア」(Cecilia)                                                        |                                                          | Paul Simon                                                          | 青木タイセイ | 6:04  |
| 2.        | 「ゴロワーズを吸ったことがあるかい」                                                 | かまやつひろし                                           | かまやつひろし                                                      | 青木タイセイ | 6:07  |
| 3.        | 「リリー・マルレーン〜青い旅団」(Lili Marleen〜including "the Blue March of Turkey") | - Hans Leip（リリー・マルレーン） - おおはた雄一（訳詞） | - Norbert Schultze（リリー・マルレーン） - 青木タイセイ（青い旅団） | 青木タイセイ | 7:44  |
| 4.        | 「オー・シャンゼリゼ」(Les Champs-Elysees)                                           | - Michal Deighan - 安井かずみ（訳詞）                    | Michael Wilshaw                                                     |              | 5:05  |
| 5.        | 「パープル・ヘイズ」(Purple Haze)                                                    |                                                          | Jimi Hendrix                                                        | 鈴木正人     | 8:10  |
| 6.        | 「アイ・シャル・ビー・リリース」(I Shall Be Released)                                | - Bob Dylan - おおはた雄一（訳詞）                       | Bob Dylan                                                           | 鈴木正人     | 7:28  |
| 合計時間: | 合計時間:                                                                            | 合計時間:                                                | 合計時間:                                                           | 合計時間:    | 40:38 |

## 曲の解説

### Red Disc / オルケスタ・リブレと柳原陽一郎
1. アラバマ・ソング
原曲はベルトルト・ブレヒトによる舞台演劇『マハゴニー市の興亡』挿入歌で、歌詞が付いたバージョンも存在するが、インストゥルメンタルでのカバー。3コーラス目に芳垣安洋が拡声器を用いてボーカルを入れており、コーラスをバンドメンバーで入れている。そのため、この曲のみ柳原がボーカルを担当していない[1]。
なお、柳原は自身のアルバム『ドライブ・スルー・アメリカ』にて独自の訳詞をあててカバーしている。
2. ジゴロのバラード
『三文オペラ』の中の1曲をカバーした音源。演奏面では20世紀初頭のラテンアメリカを意識している[1]。
3. モリタート
『三文オペラ』の中の1曲をカバーした音源。当初収録予定だった楽曲の日本語訳の許諾が降りず、急遽この曲が収録されたという経緯がある。なお、この楽曲のみライブ音源となっている[1]。
4. 「人間はどうやって生きてきたのか?」三文オペラ第2のフィナーレ
『三文オペラ』第2幕のフィナーレで歌われた楽曲をカバーした音源[1]。
5. いつもさよならを
コール・ポーターの楽曲「Ev'ry Time We Say Goodbye」（邦題「いつもさよならを」）のカバー。芳垣の要望により、ボサノヴァ調にアレンジされている[1]。
なお、柳原は自身のアルバム『ドライブ・スルー・アメリカ』でも同じ訳詞でカバーしている[注釈 1]。
6. アルフィーのテーマ
シラ・ブラックの楽曲「Alfie」のカバー。インストゥルメンタル。
7. スマイル
映画『モダン・タイムス』のテーマ曲「Smile」（邦題「スマイル」）のカバー。前半のみ英語で歌われ、後半から柳原による日本語詞で歌われる。
先行シングルには歌詞がすべて日本語のバージョンで収録された[3]。

### Yellow Disc / オルケスタ・リブレとおおはた雄一
1. いとしのセシリア
インストゥルメンタル。サイモン&ガーファンクルの楽曲「Cecilia」（邦題「いとしのセシリア」）のカバーで、原曲には歌詞が付いている。
先行シングルにも収録されている[3]。
2. ゴロワーズを吸ったことがあるかい
原曲はかまやつひろしの楽曲「ゴロワーズを吸ったことがあるかい」。
3. リリー・マルレーン〜青い旅団
ドイツの歌謡曲「Lili Marleen」（邦題「リリー・マルレーン」）のカバーと「青い旅団」のメドレー。
4. オー・シャンゼリゼ
ジョー・ダッサンの楽曲「Les Champs-Élysées」（邦題「オー・シャンゼリゼ」）のカバー。
先行シングルにはアウトテイクが収録された[3]。
5. パープル・ヘイズ
インストゥルメンタル。ジミ・ヘンドリックスの楽曲「Purple Haze」（邦題「パープル・ヘイズ (紫のけむり)」）のカバー。
6. アイ・シャル・ビー・リリース
ザ・バンドの楽曲「I Shall Be Released」（邦題「アイ・シャル・ビー・リリースト」）のカバー。おおはたによる訳詞が付けられている[1]。

## 参加ミュージシャン

### オルケスタ・リブレ
- 芳垣安洋：Drums, Percussion
- 青木タイセイ：Trombone, Pianica
- 塩谷博之：Soprano Sax, Clarinet
- 藤原大輔：Tenor Sax
- 渡辺隆雄：Trumpet
- ギデオン・ジュークス：Tuba
- 高良久美子：Vibraphone, Percussion, Pianica
- 鈴木正人：Bass, Guitar
- 椎谷求：Guitar, Steel-guitar, Mandolin, Banjo
- 岡部洋一：Percussion

### ゲスト参加
- 柳原陽一郎：Vocal（Red Disc ＃2-5,7）, Guitar
- おおはた雄一：Vocal（Yellow Disc ＃2-4,6）, Guitar